# 上拉登
上拉登是德国莱茵兰-普法尔茨州的一个市镇。总面积4.33平方公里，总人口665人，其中男性347人，女性318人（2011年12月31日），人口密度154人/平方公里。